# Guía oficial de España
La Guía oficial de España fue un anuario destinada a recoger la estructura y componentes de la administración pública de España, así como algunos aspectos no administrativos de interés general.

## Historia
La publicación sucedía a la Guía de forasteros en Madrid, sucesora a la vez del Kalendario manual y guía de forasteros en Madrid. Comenzó a publicarse para el año de 1873. La Guía oficial estaba adscrita a la dirección general de publicaciones oficiales. La penúltima guía oficial fue publicada en 1930, después se produjo un parón tras la proclamación de la Segunda República y finalizó con una publicación puntual en 1935. La publicación Grandezas y Títulos del Reino es considerada sucesora en parte de la Guía oficial.

### Individuales
1. ↑  Pérez de Guzmán y Gallo, Juan (1930). «Resumen histórico de la Guía oficial de España». Guía oficial de España (Madrid): 26-27.
2. ↑  «Hemeroteca Digital. Biblioteca Nacional de España». hemerotecadigital.bne.es. Consultado el 6 de noviembre de 2020.
3. ↑  «Guía oficial de España.». Biblioteca Digital Hispánica. Consultado el 6 de noviembre de 2020.